# متیو استیونز
متیو استیونز (انگلیسی: Matthew Stevens؛ زادهٔ ۱۱ سپتامبر ۱۹۷۷) اسنوکرباز اهل ولز است. او سال ۲۰۰۰ قهرمان مسابقات مسترز و سال ۲۰۰۳ قهرمان بریتانیا شده و بیش از ۲۵۰ بریک صد در کارنامه دارد.